# مستعمرة ليبيريا
كانت مستعمرة ليبيريا مستعمرة خاصة تابعة لجمعية الاستعمار الأمريكية ابتداء من عام 1822. وأصبحت دولة مستقلة تحت اسم جمهورية ليبيريا بعد إعلان الاستقلال في عام 1847.

## أول مستعمرة
سحبت السفينة أولاً في فريتاون، سيراليون، حيث أبحرت جنوباً إلى ما يُعرف الآن بالساحل الشمالي لليبريا. بدأ المهاجرون في إقامة مستوطنة. مات جميع البيض الثلاثة و 22 من المهاجرين في غضون ثلاثة أسابيع من الحمى الصفراء. عاد الباقون إلى سيراليون وانتظروا سفينة أخرى. أبحر نوتيلوس مرتين في عام 1821 وأنشأ مستوطنة في خليج ميسورادو على جزيرة أطلقوا عليها اسم المثابرة. كان الأمر صعبًا بالنسبة للمستوطنين الأوائل ، ومعظمهم من السود المولودين أحرارًا والذين حرموا من الحقوق الكاملة لجنسية الولايات المتحدة. في ليبيريا ، قاوم الأفارقة الأصليون توسع المستعمرين ، مما أدى إلى العديد من النزاعات المسلحة بينهم. ومع ذلك ، هاجر 2638 أمريكيًا من أصل أفريقي إلى المنطقة في العقد التالي. أيضًا ، أبرمت المستعمرة اتفاقية مع حكومة الولايات المتحدة لقبول العبيد المحررين الذين تم أخذهم من سفن الرقيق غير القانونية.

## التوسع والنمو
وفقًا لـدانفورث ، الوكيل العام للجمعية ، اعتبارًا من عام 1832 ، «الهيئات التشريعية لأربع عشرة ولاية ، من بينها نيو هامبشاير وفيرمونت وكونيكتيكت ونيويورك ونيوجيرسي وبنسلفانيا وديلاوير وأوهايو وإنديانا ، و أوصت جميع الهيئات الكنسية تقريبًا في الولايات المتحدة بالجمعية لرعاية الشعب الأمريكي».

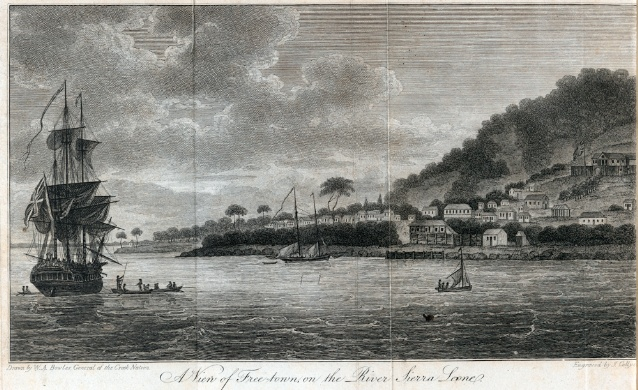
فريتاون عام 1803.

منذ إنشاء المستعمرة ، وظفت جمعية الاستعمار الأمريكية عملاء من البيض في الغالب لحكم المستعمرة. في عام 1842 ، أصبح جوزيف جينكينز روبرتس ، وهو رجل مختلط العرق ومولود من بطرسبورغ بولاية فيرجينيا ، أول حاكم غير أبيض ليبيريا. في عام 1847 ، أعلنت الهيئة التشريعية في ليبيريا نفسها دولة مستقلة ، وكان روبرتس أول رئيس لها.
وصلة=|تصغير